# Outer Banks
Outer Banks är en amerikansk dramaserie från 2020. Första säsongen består av 10 avsnitt. Serien hade svensk premiär den 15 april 2020 på Netflix. Säsong 2 som också bestod av 10 avsnitt släpptes 30 juli 2021 på Netflix.  Säsong 3 hade premiär i februari 2023. Även den består av 10 avsnitt. Serien har blivit förnyad för en fjärde säsong.

## Handling
Serien handlar om John B som, efter att ha hittat en skattkarta, tillsammans med tre av sina bästa kompisar ger sig iväg på en skattjakt. Skatten kan vara kopplad till Johns pappas försvinnande.

## Rollista (i urval)

### Huvudroller
- Chase Stokes - John B. Routledge
- Madelyn Cline - Sarah Cameron
- Madison Bailey - Kiara "Kie" Carrera
- Jonathan Daviss - Pope Heyward
- Rudy Pankow - JJ Maybank
- Austin North - Topper Thornton
- Charles Esten - Ward Cameron (säsong 1–3)
- Drew Starkey - Rafe Cameron
- Carlacia Grant - Cleo (säsong 3; återkommande säsong 2)

### Återkommande roller
- Adina Porter - Sheriff Peterkin (säsong 1)
- Cullen Moss - Deputy Shoupe
- E. Roger Mitchell - Heyward
- Charles Halford - Big John (säsong 1–3)
- Gary Weeks - Luke (säsong 1–2)
- Elizabeth Mitchell - Carla Limbrey (säsong 2–)
- Lou Ferrigno Jr. - Ryan (säsong 3)